# Diederik Sonoy
Diederik Sonoy (o Snoey) (Kalkar, 1529 circa – Pieterburen, 2 giugno 1597) è stato un patriota e militare olandese capo dei Geuzen durante la guerra degli ottant'anni.

## Biografia
Diederik Sonoy nacque nel 1529 in una famiglia aristocratica di Kalkar nel Ducato di Kleve. Suo padre morì di peste lo stesso anno. Il giovane Diederik fu allevato da sua madre, sua nonna e sua zia, tutte e tre native del vescovato di Utrecht. Il fratello maggiore Joost si iscrisse all'Università di Lovanio, ma Diederik optò per la carriera militare. Prestò servizio nella cavalleria al servizio degli Asburgo di Spagna e si distinse nelle guerre contro la Francia.  
Dopo la pace di Cateau-Cambrésis nel 1559 tornò nei Paesi Bassi dove aveva sposato Maria van Malsen, una nobildonna che possedeva ricche tenute nell'Olanda meridionale. La coppia si stabilì a L'Aia.  
Diederik Sonoy firmò il Compromesso dei Nobili contro l'Inquisizione e aderì con entusiasmo alla Riforma protestante. Permise ai seguaci della nuova fede di incontrarsi in segreto nella sua casa, e nel luglio 1566, insieme ad altri, organizzò una predicazione clandestina vicino all'Aia. Amico di Enrico di Brederode, nel dicembre 1566 mise a disposizione quattrocento fiorini per il reclutamento di truppe per una rivolta armata.  
Nel 1567 rifiutò di prestare il nuovo giuramento di fedeltà incondizionata al re e andò in esilio. Il Consiglio dei torbidi lo condannò in contumacia al bando perpetuo e alla confisca dei beni. In esilio Sonoy divenne uno dei principali collaboratori di Guglielmo I d'Orange nell'organizzazione delle sue campagne militari. Ebbe un ruolo centrale nell'allestimento della flotta dei Gueux de mer, di cui fu nominato ammiraglio. Gli uomini reclutati da Sonoy erano, come lui, per la maggior parte nobili che avevano firmato il Compromesso contro l'Inquisizione, erano stati banditi dal Consiglio dei torbidi e spogliati delle loro proprietà. Molti di loro erano fanatici calvinisti virulentemente anticattolici.  
Nel maggio 1572 Sonoy divenne governatore di Enkhuizen e quello stesso anno Guglielmo d'Orange lo nominò governatore del Noorderkwartier (1572-1588). Sonoy divenne il leader indiscusso della regione e rispondeva direttamente a Guglielmo d'Orange. Nel 1573, sotto la guida di Sonoy, i Geuzen fecero aprire le dighe che circondavano Alkmaar, inondando i polder in cui si trovavano le truppe spagnole e facendo fallire l'assedio spagnolo della città. La vittoria fu una svolta durante la Guerra degli ottant'anni e generò l'espressione Bij Alkmaar begint de victorie ("La vittoria comincia in Alkmaar"). L'evento è ancor oggi celebrato ogni anno ad Alkmaar l'8 ottobre, il giorno in cui l'assedio si concluse. Due giorni dopo gli spagnoli persero la battaglia navale nel golfo di Zuiderzee. Il Duca D'Alba si rese allora conto che la lotta per conquistare l'Olanda del nord era andata perduta e abbandonò Amsterdam per fare ritorno in Spagna. 
Sonoy instaurò un regno del terrore nei confronti dei cattolici e fu responsabile della morte, tra gli altri dei martiri di Alkmaar e dei martiri di Ransdorp. Il 24 giugno 1572 per ordine di Sonoy i Geuzen impiccarono cinque frati minori del convento di Alkmaar, Daniël van Arendonk, Hadrianus van Gouda, Cornelis van Diest, Johannes van Naarden e Lodewijk Voets. Engelbert Terburg, fratello laico dello stesso convento, fu fatto trasferire da Sonoy nel villaggio di Ransdorp, vicino ad Amsterdam, dove fu impiccato l'11 agosto 1572 dopo essere stato sottoposto a tortura. Nel giugno del 1573 le truppe di Sonoy saccheggiarono e incendiarono il monastero di Egmond, il più antico e importante della contea d'Olanda, uccidendo molti monaci e distruggendo la ricchissima biblioteca.
Diederik Sonoy morì nel 1597 nei pressi di Pieterburen. Fu sepolto nella Petruskerk di Pieterburen. Guglielmo Luigi di Nassau-Dillenburg partecipò al suo funerale.

## Toponomastica
C'è una Sonoystraat ad Amsterdam, Arnhem, L'Aia, Rotterdam, Utrecht e Medemblik, così come a Bourtange che Sonoy fece edificare nel 1580 per conto di Guglielmo d'Orange. A Zaandam c'è una Diederik Sonoyweg.
Quando fu costruita la Sonoystraat nel Geuzen- en Statenkwartier all'Aia nel 1909, i membri cattolici del consiglio si opposero aspramente alla dedica. I membri del consiglio chiesero di dedicare un'altra strada a Cornelis Musius, un sacerdote assassinato dai Geuzen nel 1572, ma la proposta fu respinta.